# Гекелюм
Гекелюм (нід. Heukelum) — місто в нідерландській провінції Гелдерланд. Входить до муніципалітету Вест-Бетюве. Перша згадка про населений пункт датується 996 роком. коли він мав назву Ukele, що буквально перекладається як «поселення на вишині». Права міста були надані 1391 року.
До 1986 року мало статус окремого муніципалітету.

## Галерея

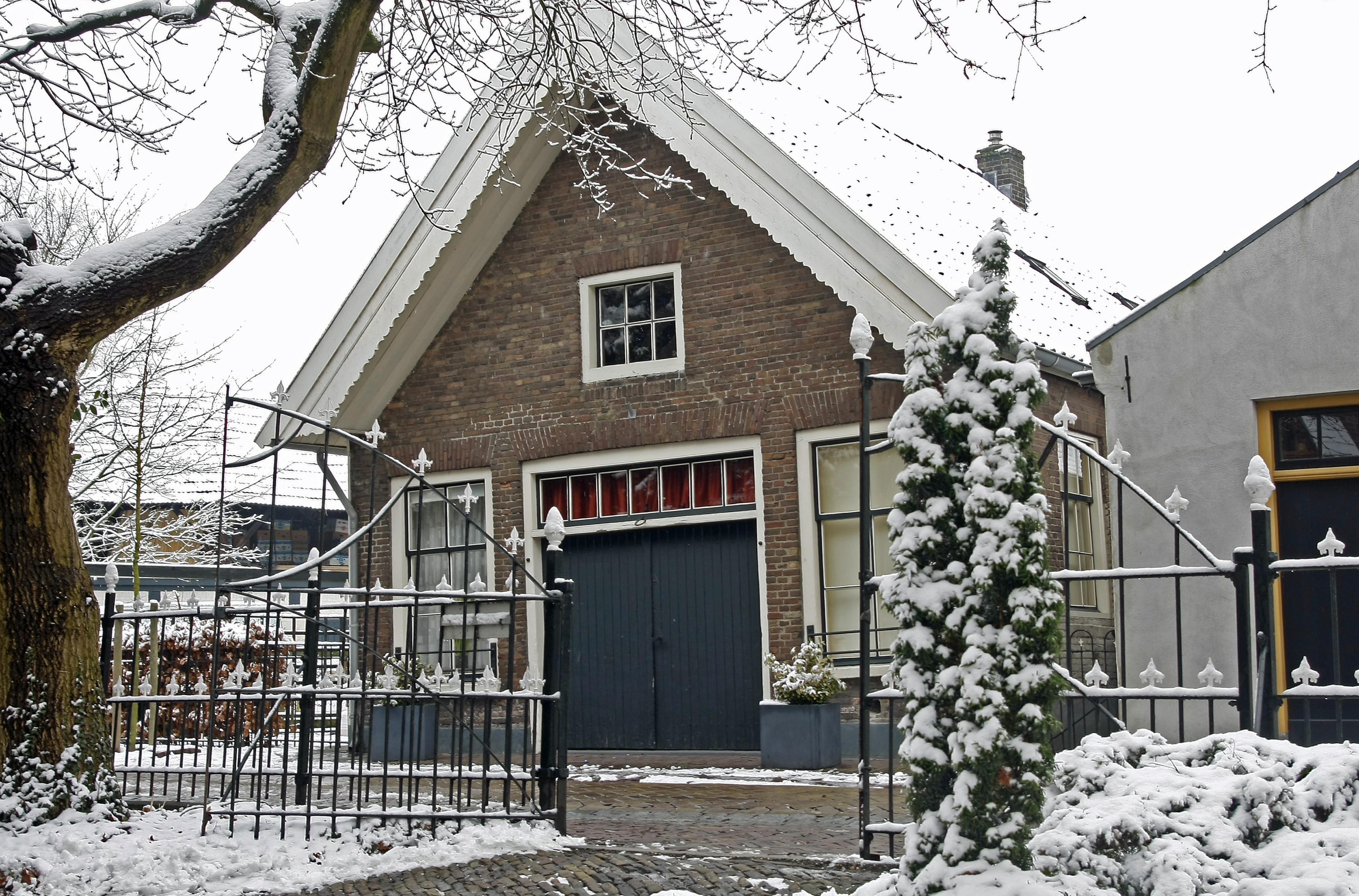
Колишня кузня
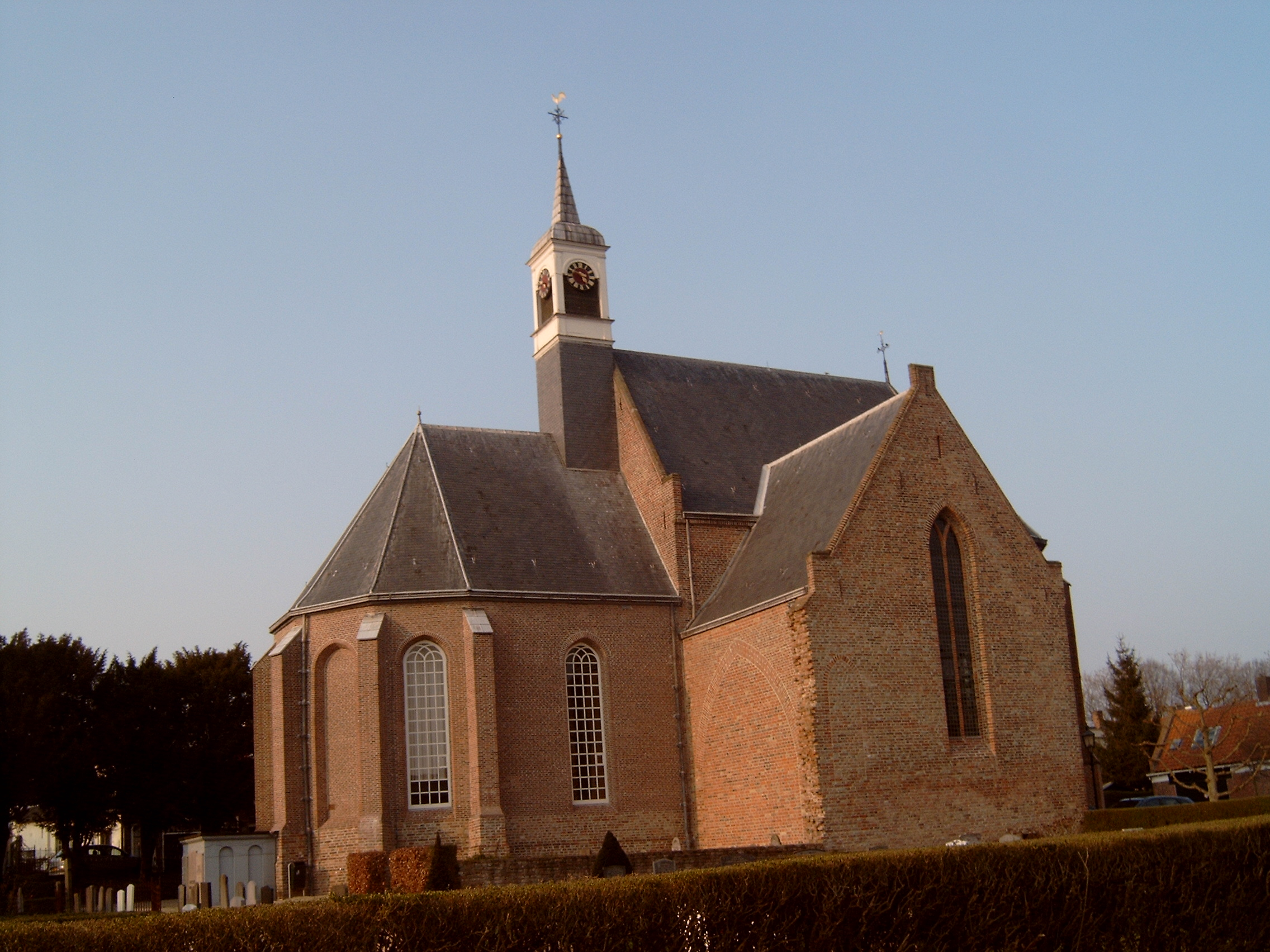
Реформистська церква
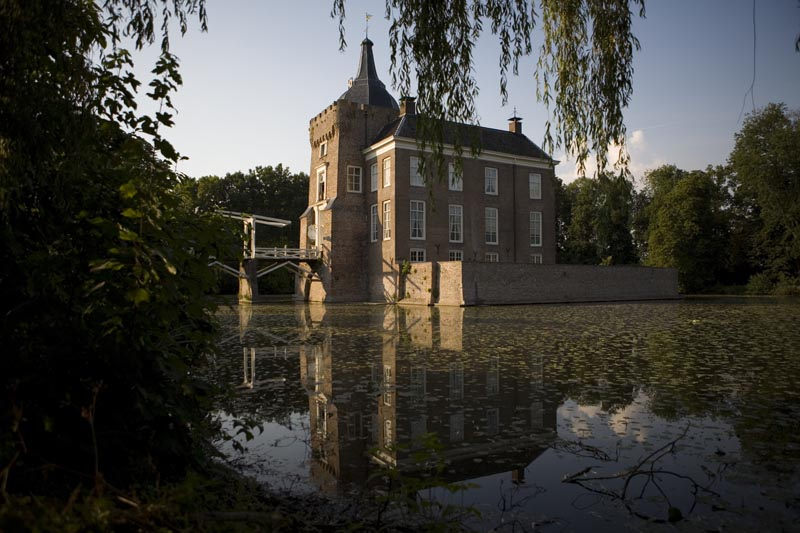
Замок
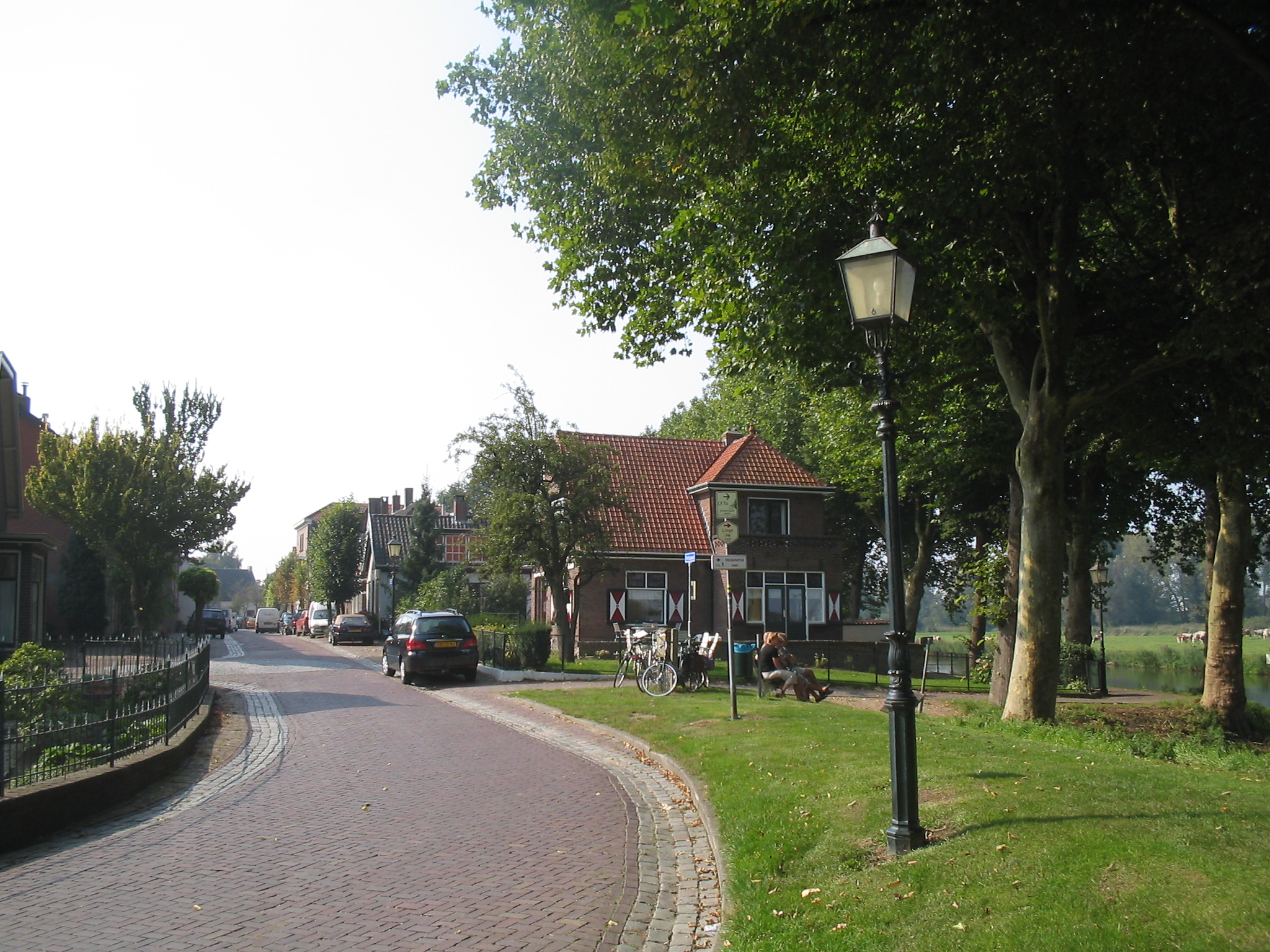
Вулична панорама